# JBPM
jBPM — движок на Java от компании JBoss для реализации потоков рабочих процессов (workflow), формализованных с помощью языка BPEL или собственного языка описания процессов jPDL. Выпускается под лицензией LGPL.
Некоторые идеи jBPM лежат в основе российской системы управления бизнес-процессами и административными регламентами RunaWFE, содержащей кроме BPM-движка компоненты для работы конечного пользователя: систему аутентификации и авторизации, оповещатель о поступивших заданиях, редактор бизнес-процессов и т. д. Выпускается также под лицензией LGPL.